# Шуранов, Эрик Игоревич
Э́рик И́горевич Шура́нов (укр. Ерік Ігорович Шуранов; 22 февраля 2002, Бамберг) — украинский и немецкий футболист, защитник клуба «Маккаби».

## Клубная карьера
Эрик Шуранов родился на севере Баварии в городке Бамберг, куда судьба забросила его родителей, переселенцев из Украины. Отец Эрика профессионально занимался футболом и выступал за ряд украинских клубов: «Приборист» из Мукачево, «Вагоностроитель» из Стаханова и «Металлург» из Донецка. Когда семья Шурановых перебралась в Баварию, у них вскоре родился сын Эрик. Упорный футболист Игорь Шуранов принялся уже с детства воспитывать сына футболистом, бывший полузащитник-плеймейкер прививал ребёнку технические азы игры, а затем направил в местную команду.
Несколько лет Эрик посещал местную детскую спортивную школу в Бамберге, занимаясь в секции футбола. На нескольких детских турнирах он выделялся среди сверстников не по годам качественной и результативной игрой. Поэтому вскоре он получил приглашение в Нюрнберг, расположенный в нескольких десятках километров от Бамберга, в детскую академию титулованного клуба Германии ― «Нюрнберг». Начиная с 9 лет, он ступень за ступенью поднимался по академической лестнице, даже выступая за команды годом или двумя старшими.
Игорь Шуранов не оставлял контактов со своими друзьями-одноклубниками в Украине, поэтому ему удалось устроить осмотр сына нескольким селекционерам. Эрик Шуранов приглянулся Владимиру Езерскому, убедившему тренера U-19 Сергея Нагорняка включить юношу в состав юношеской сборной Украины U-19. И они не ошиблись — Эрик, выйдя на замену в провальной игре, отличился дублем, и команда не проиграла. Забивая в следующих матчах, Эрик стал лучшим бомбардиром команды в сезоне и игроком основного состава. 
Достижения на юношеских турнирах и на международных соревнованиях побудили тренеров главной команды Нюрнберга присмотреться к перспективному юноше. 12 декабря 2020 года в поединке Второй Бундеслиги между «Нюрнбергом» и «Вюрцбургером Кикерсом» на 80-й минуте матча на поле появился 18-летний украинец Эрик Шуранов. Выйдя при счёте 1:1, он оказал содействие победе своей команды, забив на 90+2 минуте.

## Карьера в сборной
В 2018 и 2019 годах Эрик защищал цвета юношеских сборных Украины (U-17) и (U-18), за которые отыграл суммарно пять матчей и отличился пятью голами.
С 2021 по 2022 год выступал за молодёжную сборную Германии.

## Достижения
«Маккаби» (Хайфа)
- Обладатель Суперкубка Израиля: 2023